# Itaguaí
Itaguaí è un comune del Brasile nello Stato di Rio de Janeiro, parte della mesoregione Metropolitana di Rio de Janeiro e della microregione di Itaguaí.

## Letteratura
È qui che Machado de Assis ambienta il suo romanzo breve L'alienista (1882).